# Brent Briscoe
Brent Briscoe (Moberly, 1961. május 21. – Los Angeles, 2017. október 18.) amerikai színész, forgatókönyvíró.

## Élete és pályafutása
Briscoe Moberly-ben született. Miután elvégezte tanulmányait a Missouri Egyetemen, színházi színészként kezdte pályafutását, azonban később forgatókönyvíróként is tevékenykedett. A 90-es évek közepén Los Angelesbe költözött és több mozifilmben és televíziós sorozatban is szerepelt és olyan híres rendezőkkel dolgozott, mint David Lynch (Twin Peaks), Oliver Stone (Halálkanyar) vagy Frank Darabont (Mi lenne ha?).

### Halála
2017 októberében egy esés után kórházba került, és olyan súlyos sérüléseket szenvedett, hogy 2017. október 18-án, 56 éves korában elhunyt. Halálát a sérülés miatt szerzett belső vérzés és szívelégtelenség okozta.

## Filmográfia

### Film
| Év   | Magyar cím                         | Eredeti cím                                | Szerep                       | Magyar hang            |
| ---- | ---------------------------------- | ------------------------------------------ | ---------------------------- | ---------------------- |
| 1993 | Az elveszett brigád                | Ghost Brigade                              | fosztogató                   |                        |
| 1996 | Pengeélen                          | Sling Blade                                | 'Scooter' Hodges             |                        |
| 1997 | Halálkanyar                        | U Turn                                     | Boyd                         | Szűcs Sándor           |
| 1998 | Még egy nap a paradicsomban        | Another Day in Paradise                    | Clem                         | Besenczi Árpád         |
| 1998 | Őrület sodrában                    | Break Up                                   | megyei seriff                |                        |
| 1998 | Szimpla ügy                        | A Simple Plan                              | Lou Chambers                 | Forgács Péter          |
| 1999 | Az idegen                          | The Minus Man                              | rendőrfőnök                  |                        |
| 1999 | Tűzforró Alabama                   | Crazy in Alabama                           | esküdtszék elnöke            |                        |
| 1999 | Tűzforró Alabama                   | Crazy in Alabama                           | Chester Vinson (hangja)      | Sinkovits-Vitay András |
| 1999 | Halálsoron                         | The Green Mile                             | Bill Dodge                   | Bolla Róbert           |
| 1999 | Ember a Holdon                     | Man on the Moon                            | technikus                    |                        |
| 2000 | Mindent a szépségért               | Beautiful                                  | Lurdy                        | Háda János             |
| 2001 | Fejcserés támadás                  | Double Take                                | Junior Barnes                |                        |
| 2001 |                                    | Madison                                    | Tony Steinhardt              |                        |
| 2001 | Felpörgetve                        | Driven                                     | 'Crusher'                    | Besenczi Árpád         |
| 2001 | Felpörgetve                        | Driven                                     | 'Crusher'                    | Kapácsy Miklós         |
| 2001 | Húgom, nem húgom                   | Say It Isn't So                            | Vic Vetter nyomozó           | Szűcs Sándor           |
| 2001 | Mulholland Drive – A sötétség útja | Mulholland Drive                           | Neal Domgaard nyomozó        | Imre István            |
| 2001 | Mi lenne, ha?                      | The Majestic                               | Cecil Coleman seriff         | Besenczi Árpád         |
| 2002 |                                    | It's All About You                         | férfi a mosdóban             |                        |
| 2002 | Négyen résen                       | Waking up in Reno                          | Russell Whitehead            | Kapácsy Miklós         |
| 2002 |                                    | Journey of Redemption                      | Badge                        |                        |
| 2003 |                                    | The Big Empty                              | Dan                          |                        |
| 2004 | Pókember 2.                        | Spider-Man 2                               | kukás                        |                        |
| 2006 |                                    | Good Cop, Bad Cop                          | Judd                         |                        |
| 2006 | Vegas Baby                         | Bachelor Party Vegas                       | Mel                          | Kapácsy Miklós         |
| 2007 | A Hírnök                           | The Messengers                             | Plume                        |                        |
| 2007 | Elah völgyében                     | In the Valley of Elah                      | Hodge nyomozó                | Beratin Gábor          |
| 2007 | Anyámon a tanárom                  | Mr. Woodcock                               | borbély                      |                        |
| 2007 | Ki nyeri a bajnokságot?            | Home of the Giants                         | Prock                        |                        |
| 2007 |                                    | Randy and the Mob                          | Griff Postell                |                        |
| 2007 | A nemzet aranya: Titkok könyve     | National Treasure: Book of Secrets         | Michael O'Laughlen           | Szalai Imre            |
| 2008 | A legendás gitáros                 | Crazy                                      | Doug Johnson                 |                        |
| 2008 |                                    | Black Crescent Moon                        | Earl                         |                        |
| 2008 | Az igenember                       | Yes Man                                    | hajléktalan                  | Pálfai Péter           |
| 2009 |                                    | The Smell of Success                       | farmer sörétes puskával      |                        |
| 2009 |                                    | The Grind                                  | Brent B.                     |                        |
| 2009 | Kivonat                            | Extract                                    | Phil                         | Beratin Gábor          |
| 2010 | A gyilkos bennem él                | The Killer Inside Me                       | csavargó / idegen / látogató | Németh Gábor           |
| 2010 | Az éjszaka országai                | Bloodworth                                 | Coble                        | Beratin Gábor          |
| 2010 |                                    | Dirty Girl                                 | Perry rendőr                 |                        |
| 2012 | Jayne Mansfield kocsija            | Jayne Mansfield's Car                      | Bobby                        |                        |
| 2012 | A sötét lovag – Felemelkedés       | The Dark Knight Rises                      | veterán rendőr               | Bácskai János          |
| 2012 |                                    | Born Wild                                  | Kyle Rich                    |                        |
| 2012 |                                    | Ambush at Dark Canyon                      | Morgan Heinz                 |                        |
| 2013 | A föld mélyén                      | Beneath                                    | Mundy                        |                        |
| 2014 |                                    | Zombeavers                                 | Winston Gregorson            |                        |
| 2014 |                                    | Atlas Shrugged Part III: Who Is John Galt? | diszpécser                   |                        |
| 2014 |                                    | Hello, My Name Is Frank                    | Puggis Tripp                 |                        |
| 2016 |                                    | Term Life                                  | Murphy rendőr                |                        |
| 2019 |                                    | 5th of July                                | Dakota                       |                        |

### Televízió
| Év        | Magyar cím                        | Eredeti cím                                | Szerep                                  | Megjegyzések           |
| --------- | --------------------------------- | ------------------------------------------ | --------------------------------------- | ---------------------- |
| 1990–1993 | Kisvárosi mesék                   | Evening Shade                              | Luther / férfi / vadász / McLean rendőr | 7 epizód               |
| 1991      |                                   | Knots Landing                              | pizzafutár                              | 1 epizód               |
| 1992      |                                   | Hearts Afire                               | Curtis May                              | 2 epizód               |
| 1995      | Ármány és szenvedély              | Days of Our Lives                          | Charlie Hines                           | 3 epizód               |
| 1998      |                                   | Tracey Takes On...                         | Lyle                                    | 1 epizód               |
| 1998      | Vámpírok harca                    | Modern Vampires                            | George                                  | tévéfilm               |
| 1998      |                                   | Maximum Bob                                | Elvin Crowe                             | 2 epizód               |
| 1998      | A jog vadorzói                    | Legalese                                   | Cashen Depps                            | tévéfilm               |
| 1999      | Vészhelyzet                       | ER                                         | Eli Ebee                                | 1 epizód               |
| 1999      |                                   | Jack Bull                                  | Felton seriff                           | tévéfilm               |
| 1999      | A tizenharmadik év                | The Thirteenth Year                        | Big John Wheatley                       | tévéfilm               |
| 1999      |                                   | Chicken Soup for the Soul                  | gondnok                                 | 1 epizód               |
| 2001      |                                   | Gideon's Crossing                          | Mr. Frears                              | 1 epizód               |
| 2003–2004 | FBI ügynökök bevetésen            | The Handler                                | Chester Webber                          | 3 epizód               |
| 2004      | Deadwood                          | Deadwood                                   | ügyész                                  | 1 epizód               |
| 2004–2010 | CSI: A helyszínelők               | CSI: Crime Scene Investigation             | Roger Durbin / Travis                   | 2 epizód               |
| 2005      | 24                                | 24                                         | Doug                                    | 2 epizód               |
| 2005      | JAG – Becsületbeli ügyek          | JAG                                        | Chuck Dagg seriff                       | 1 epizód               |
| 2005      | Gyilkos számok                    | Numb3rs                                    | őr (stáblistán nem szerepel)            | 1 epizód               |
| 2005      | Doktor House                      | House, M.D.                                | farmer                                  | 1 epizód               |
| 2005      | A Grace klinika                   | Grey's Anatomy                             | Henry Lamott                            | 1 epizód               |
| 2006      | Dr. Csont                         | Bones                                      | Larry Stansfield                        | 1 epizód               |
| 2006      |                                   | Thief                                      | Berault atya                            | minisorozat (1 epizód) |
| 2009      | A médium                          | Medium                                     | Trent                                   | 1 epizód               |
| 2010      | Született feleségek               | Desperate Housewives                       | Jimbo Rooney                            | 2 epizód               |
| 2010      | Jog/Ászok                         | The Defenders                              | Tyler Ralston                           | 1 epizód               |
| 2011      | Barátság extrákkal                | Friends with Benefits                      | Vernon                                  | 1 epizód               |
| 2011–2015 | Városfejlesztési osztály          | Parks and Recreation                       | JJ                                      | 5 epizód               |
| 2012      | NCIS: Los Angeles                 | NCIS: Los Angeles                          | motel igazgatója                        | 1 epizód               |
| 2013–2014 | Hell on Wheels – Pokoli vadnyugat | Hell on Wheels                             | Jimmy Two Squaws                        | 2 epizód               |
| 2014      | Botrány                           | Scandal                                    | Dale tiszteletes                        | 1 epizód               |
| 2014      | Észlelés                          | Perception                                 | Nightcrawler                            | 1 epizód               |
| 2015      | A törvény embere                  | Justified                                  | Luther Kent                             | 1 epizód               |
| 2016      | Góliát                            | Goliath                                    | csavargó a strandon                     | 1 epizód               |
| 2017      | NCIS                              | NCIS: Naval Criminal Investigative Service | Buzz                                    | 1 epizód               |
| 2017      | Brooklyn 99 – Nemszázas körzet    | Brooklyn Nine-Nine                         | Matthew Langdon                         | 1 epizód               |
| 2017      | Twin Peaks                        | Twin Peaks                                 | Dave Macklay nyomozó                    | 7 epizód               |

### Forgatókönyvíróként
- Kisvárosi mesék, TV-sorozat, 2 epizód (1994)
- The Right to Remain Silent, TV-film (1996)
- Négyen résen, mozifilm (2002)

## Fordítás
- Ez a szócikk részben vagy egészben  a   Brent Briscoe című angol Wikipédia-szócikk fordításán alapul.  Az eredeti cikk szerkesztőit annak laptörténete sorolja fel. Ez a jelzés csupán a megfogalmazás eredetét és a szerzői jogokat jelzi, nem szolgál a cikkben szereplő információk forrásmegjelöléseként.